# Urtasun
Pour les articles homonymes, voir Urtasun (homonymie).
Urtasun est un village situé dans la commune d'Esteribar dans la Communauté forale de Navarre, en Espagne.
Ce hameau, qui n'a pas le statut de concejo, est situé dans la zone linguistique bascophone de Navarre.